# Chanson pour un marin
Pour plus de détails, voir Fiche technique et Distribution.
Chanson pour un marin est un court métrage français réalisé par Bernard Aubouy et sorti en 1989.

## Synopsis
Sur un marché de l'Île de Chiloé, au Chili, un enfant chante et s'accompagne au tambour.

## Fiche technique
- Titre : Chanson pour un marin
- Réalisation : Bernard Aubouy
- Photographie : Bernard Aubouy et Éric Tabouriaux
- Son : Bernard Aubouy
- Montage : Anne-Marie L'Hôte
- Production : Audio Vidéo France
- Pays de production :  France
- Genre : documentaire
- Durée : 3 minutes
- Date de sortie : 1989

## Distinctions
- 1990 : César du meilleur court métrage documentaire[1]